# Cour africaine des droits de l’homme et des peuples
Die Cour africaine des droits de l’homme et des peuples (CADHP, dt.: „Afrikanischer Gerichtshof für Menschen- und Völkerrechte“ AGMR) ist ein internationaler Gerichtshof für Menschenrechte, der von Mitgliedern der Afrikanischen Union (AU) gegründet wurde, um die Bestimmungen der Afrikanischen Charta der Menschenrechte und Rechte der Völker umzusetzen. Er hat seinen Sitz in Arusha (Tansania) und ist einer von drei bestehenden regionalen Gerichtshöfen für Menschenrechte (neben dem Europäischen Gerichtshof für Menschenrechte und dem Interamerikanischen Gerichtshof für Menschenrechte).
Die CADHP soll zukünftig zur Menschenrechtsabteilung des künftigen Afrikanischen Gerichtshofs für Menschenrechte (Cour africaine de justice et des droits de l’homme, CAJDH) werden, der das wichtigste Rechtsorgan der Afrikanischen Union werden soll.

## Gründung
Die Afrikanische Charta der Menschenrechte und der Rechte der Völker (Banjul-Charta), die von der Konferenz der Staats- und Regierungschefs der Organisation der Afrikanischen Union (OAU) am 27. Juni 1981 in Nairobi, Kenia, angenommen wurde, trat am 21. Oktober 1986 in Kraft und wurde ratifiziert von allen Mitgliedsstaaten der Afrikanischen Union (AU). Die Afrikanische Charta sieht die Einrichtung einer Afrikanischen Kommission für Menschenrechte und Rechte der Völker vor, um die Anwendung der Charta durch die Vertragsstaaten zu überwachen. Die Mängel dieser Kommission haben jedoch das Projekt einer echten Gerichtsbarkeit in Frage gestellt, welche für die Achtung der in der Afrikanischen Charta garantierten Rechte verantwortlich wäre und deren Entscheidungen für die Staaten bindend wären.
Im Juni 1994 wurde während der Konferenz der Staats- und Regierungschefs der OAU in Tunis (Tunesien) der Prozess der Ausarbeitung des Protokolls zur Afrikanischen Charta zur Einrichtung des Afrikanischen Gerichtshofs für Menschenrechte und Völker offiziell eingeleitet. Das Protokoll wurde schließlich in Ouagadougou (Burkina Faso) anlässlich der 34. ordentlichen Sitzung der Konferenz der Staats- und Regierungschefs der OAU am 10. Juni 1998 verabschiedet.
Das Protokoll trat mit der Ratifizierung durch 15 Länder am 25. Januar 2004 in Kraft. Der Gerichtshof war jedoch erst Anfang 2009 arbeitsfähig. Am 15. Dezember 2009 fällte der Gerichtshof sein erstes Urteil.

## Mitgliedsstaaten
Von den 54 Staaten, aus denen die AU besteht, haben mehr als die Hälfte bzw. 34 Staaten das Ouagadougou-Protokoll ratifiziert: Südafrika, Algerien, Benin, Burkina Faso, Burundi, Kamerun, Elfenbeinküste, Komoren, Kongo, Gabun, Gambia, Ghana, Guinea-Bissau, Kenia, Libyen, Lesotho, Mali, Madagaskar, Malawi, Mosambik, Mauretanien, Mauritius, Nigeria, Niger, Uganda, Demokratische Arabische Republik Sahara, Demokratische Republik Kongo, Ruanda, Senegal, Tansania, Tschad, Togo, Tunesien und Sambia.
Von diesen vierunddreißig Staaten haben nur acht eine Erklärung gemäß Artikel 34 (6) des Ouagadougou-Protokolls abgegeben, die es Einzelpersonen und Nichtregierungsorganisationen ermöglicht, den Fall einer Menschenrechtsverletzung direkt vor dem Gerichtshof vorzubringen oder indirekt über die Kommission: Burkina Faso, Malawi, Mali, Niger, Ghana, Ruanda, Tunesien, Gambia
Elfenbeinküste, Benin, Ruanda und Tansania haben ihre Erklärung zurückgezogen.

## Kompetenzen
Die CADHP hat den Auftrag, die Achtung der Rechte der Afrikanischen Charta der Menschenrechte und der Rechte der Völker und aller anderen von diesem Staat ratifizierten Instrumente zum Schutz der Menschenrechte durch einen Vertragsstaat zu beurteilen.
Der Gerichtshof ist lediglich ein Hilfsmechanismus, innerhalb dessen inländische Richter die Hauptrichter des Gewohnheitsrechts bleiben. Es kann daher erst nach Erschöpfung der innerstaatlichen Rechtsbehelfe (Artikel 56 der Charta) verwiesen werden, um sicherzustellen, dass der Staat sich des Verstoßes bewusst war und versuchen konnte, Abhilfe zu schaffen.
Einzelpersonen und Nichtregierungsorganisationen können unter bestimmten Bedingungen den Fall einer Menschenrechtsverletzung direkt vor den Gerichtshof bringen oder indirekt über die Afrikanische Kommission für Menschenrechte und Rechte der Völker. Dies erfordert zuvor eine fakultative Erklärung der Anerkennung seiner Gerichtsbarkeit seitens des Vertragsstaats, was eine Ermessensentscheidung des Vertragsstaats ist. Diese Maßnahme war während der verschiedenen Verhandlungsrunden ein großer Streitpunkt zwischen den Staaten.

## Zusammensetzung
Das Gericht besteht aus elf Richtern, die für eine Amtszeit von sechs Jahren gewählt werden und einmal wiedergewählt werden können. Die Richter bleiben jedoch bis zu ihrer Ablösung im Amt. Dem Gerichtshof kann nicht mehr als ein Richter derselben Nationalität angehören.
Die Richter wählen aus ihrer Mitte einen Präsidenten und einen Vizepräsidenten für eine Amtszeit von zwei Jahren, die einmal verlängert werden kann.

### Richter (2020)
- Imani Daud Aboud (Präsident) (Tanzania)
- Blaise Tchikaya – (Vizepräsident) (Republik Kongo)
- Ben Kioko (Kenia)
- Rafaâ Ben Achour (Tunesien)
- Ntyam Ondo Mengue (Kamerun)
- Mukamulisa Marie Thérèse (Ruanda)
- Tujilane Rose Chizumila (Malawi)
- Bensaoula Chafika (Algerien)
- Stella Isibhakhomen Anukam (Nigeria)
- Dumisa Ntsebeza (Südafrika)
- Sacko Modibo (Mali)

## Anerkennung der Gerichtsbarkeit
Weder die Charta noch ihr Zusatzprotokoll enthalten Klauseln zur Kündigung und zum Rückzug der Erklärung, aber es ist klar, dass trotzdem die  Möglichkeit besteht, dass die Vertragsstaaten ihre Erklärung kündigen.
Von einunddreißig Staaten, die das Ouagadougou-Protokoll ratifiziert haben, haben nur zehn eine Erklärung gemäß Artikel 34 (6) des Ouagadougou-Protokolls abgegeben, aber nur vier nach seiner ersten Sach-Entscheidung im Jahr 2013. Der erste Staat, nämlich Ruanda, zog am 24. Februar 2016  seine Erklärung zurück, dann Tansania am 14. November 2019, Benin am 24. März 2020 und schließlich Elfenbeinküste am 28. April 2020.
Was die Elfenbeinküste und Benin betrifft, so folgte die Entscheidung zum Rückzug den Vorwürfen der Regierungen beider Länder wegen Einmischung in innenpolitischen Angelegenheiten. Für Benin war dies der Fall Sébastien Germain Marie Aïkoue Ajavon v. Republik Benin (Sébastien Germain Marie Aïkoue Ajavon c. République du Bénin), in welchem das Gericht Benin aufforderte, die Wahl der Kommunal- und Kommunalräte zu verschieben, und für die Elfenbeinküste der Fall Guillaume Kigbafori Soro und anderen v. Republik Elfenbeinküste (Guillaume Kigbafori Soro et autres c. République de Côte d’Ivoire), in welchem das Gericht den Staat Elfenbeinküste anwies, die Vollstreckung des gegen Guillaume Soro erlassenen Haftbefehls auszusetzen.